# Hjärtpunkten
Hjärtpunkten är en roman av Graham Greene, utgiven 1948. Den utspelar sig i brittiska Sierra Leone under andra världskriget och handlar om den katolske polisofficeren Henry Scobie som hamnar i moraliskt dilemma.
År 2010 utsåg tidskriften Time Hjärtpunkten till en av de hundra bästa engelskspråkiga romanerna.